# 니시무사시촌
니시무사시촌(西武蔵村)은 오이타현 히가시쿠니사키군에 있던 촌이다. 현재의 구니사키시의 일부에 해당한다.

## 지리
구니사키섬의 동부의 후타고산, 남동쪽 경사면, 아라키강 지류, 후타고강 유역에 위치했다.

## 역사
- 1889년 4월 1일 - 정촌제 시행에 의해 히가시쿠니사키군 니시무사시촌이 성립하였다.
- 1954년 3월 31일 - 니시아키정, 미나미아키촌, 아사쿠촌. 나카리에촌 (일부)와 합병해 아키정이 성립하여 폐지되었다.

## 참고문헌
- 角川日本地名大辞典 44 大分県
- 『市町村名変遷辞典』東京堂出版、1990年。